# NGC 1845
NGC 1845 is een open sterrenhoop in het sterrenbeeld Tafelberg. Het hemelobject werd op 24 november 1834 ontdekt door de Britse astronoom John Herschel.

## Synoniemen
- ESO 56-SC65